# سید رضی‌الدین
سید رضی‌الدین فرزند سید عزالدین هزارجریبی سومین فرامانروا از خاندان عمادی مازندرانی است. او پس از مرگ پدرش که در ۸۲۷ ق رخ داد توانست قدرت را به دست گیرد و در سده ۹ (قمری) بر بخشی از مازندران یعنی هزارجریب فرما
پس از آنکه پسرعموی سید رضی‌الدین یعنی سید تاج‌الدین به دستور شاهرخ‌شاه به هرات فرستاده شد، او اقدام به تصاحب زمین‌های پسرعموی خود نمود. پس از بازگشت سید تاج‌الدین از هرات ، همین دست‌درازی باعث رخ دادن جنگی میان این دو تن شد که از دو سوی شماری نیز کشته آمدند تا آنکه این مسئله با پادرمیانی میر محمد خان مرعشی حل و فصل شد. شایان گفتن است سالها قبل خواهر سید رضی‌الدین به ازدواج یکی از فرمانروایان سادات مرعشی (مرتضی مرعشی) در آمده بود.<ref>شجره الامجاد فی تاریخ میرعماد نوشتهٔ سید حسین بنافتی

## بن‌مایه
1. ↑  «سرواژهٔ سادات رضی‌الدین (فرهنگ دهخدا)». واژه‌یاب.
2. ↑  سادات هزار جریب سلسله‌ای شیعی در شرق مازندران صفحۀ ۲۴/ نویسنده:عمادی حائری،سید محمد / نشریه: ضمیمه آینه میراث ضمیمه شماره ۱۸ (نشانی اینترنتی)

۳. شجره الوافی نوشته آیت الله سید حسین موسوی ابوسعیده(نشانی اینترنتی https://fa.wikinoor.ir/wiki/%D8%A7%D9%84%D9%85%D8%B4%D8%AC%D8%B1_%D8%A7%D9%84%D9%88%D8%A7%D9%81%D9%8A])